# プロ野球ファミリースタジアム
『プロ野球ファミリースタジアム』（プロやきゅうファミリースタジアム、Pro Yakyu Family Stadium）は、1986年12月10日にナムコ(後のバンダイナムコエンターテインメント)から発売されたファミリーコンピュータ（ファミコン）用野球ゲームソフトである。
当時ナムコが家庭用ゲーム機において展開していたブランド「ナムコット」（namcot）を冠して発売したファミリーコンピュータ用ソフトとしては、第21作目にあたる。略称は「ファミリースタジアム」（Family Stadium）、「ファミスタ」（Famista）。
なお、本作以前にもナムコはエレメカの野球ゲームを発表していたが、ビデオゲーム形式としては初の作品だった。
同時期には、アーケードゲームとして任天堂VS.システム基板に移植され、1987年には、北アメリカ（北米）にもアタリゲームズからメジャーリーグベースボール（MLB）公認のデータに差し替えた『ATARI R.B.I. BASEBALL』を稼働開始、1988年には『R.B.I. BASEBALL』のタイトルでファミコンの現地版にあたるNintendo Entertainment System用ソフトも発売された。
ファミリーコンピュータ版はゲーム誌『ファミコン通信』の「クロスレビュー」にてプラチナ殿堂入りを獲得した。

## 概要
最初のファミスタ登場以前、ファミコンにおける野球ゲームは任天堂の『ベースボール』（1983年）が唯一のものとして存在していた。それは当時としては決して出来が悪いものではなかったが、ロムカセット容量の制約からゲームシステムをコンパクトにまとめる必要があった為、野球ファンを筆頭としたファミコンユーザーからはより内容を充実させ『ベースボール』の不満点（選手・チームの個性がないこと、守備が自動守備のみであるがために守備時に野手をプレイヤーが操作できないこと、デッドボールやフォークボールがないこと等）を解消した「もっと面白い野球ゲームがプレイしたい」という欲求が高まっていた。
この様な状況下でリリースされたファミスタは、前年に発売された『スーパーマリオブラザーズ』（1985年、任天堂）が社会現象ともいえるブームになったことで老若男女問わず広範囲にわたる層にユーザーが拡大していたファミコンゲーム市場において大いに歓迎されることになった。
もっとも、ファミスタの成功はそれだけが原因ではなく選手ごとに名前と能力の個性があり、プレイヤーの感情移入を強化させた点や基本的な操作系統こそ『ベースボール』を継承しつつ野手の守備操作を可能とした点を始め『ベースボール』での不満点をことごとく解消した完成度の高い作品であった事や、ファミコン発売当時よりもROMカートリッジの大容量化・低価格化やプログラミング技術の向上により、高度なゲームが制作できる環境作りが整備された事情も大きい。
1987年以降続編（後述も参照）が発売され『ファミスタシリーズ』を形成（北米版『R.B.I. BASEBALL』も後にファミスタシリーズとは別にシリーズ化）。また、野球以外にも『ファミリージョッキー』（1987年）をはじめとした「ファミリー」を冠したゲームソフトを発売。それらを総称して『ファミリーシリーズ』と呼ぶ場合もある。

## ゲーム内容

### システム
このゲームでは、投げる・打つ・走る・守るという動作を、すべてコントローラーで操作。十字ボタンで選手の移動、塁指定、球種や交代選手の選択、Aボタンでバッティング、ピッチング、送球、帰塁、Bボタンで走塁、タッチプレー、けんせい球のモード切替、スタートボタンでゲームのスタート、タイムの宣告、セレクトボタン'でプレイモード（1P・2P・ウォッチ）の選択をそれぞれ行う。

### ゲームモード
続編も概ねこれらのモードを中心に構成していた。
- 1P PLAY ： 1人用モードでコンピューターと対戦する。勝ち抜き戦も兼ねており、全チームに勝つと優勝となる。パスワード（英数字4ケタ入力）で続きから始めることも可能。プレイヤー側は常に先攻。
- 2P PLAY ： 2人用の対戦モード。同一チーム同士で3試合連続で対戦できる。
- WATCH ： 観戦モードで、コンピューター同士が自動的に対戦する。ただし、コントローラで選手を操ることもできる。

いずれの試合も、ピッカリ球場（ピッカリスタジアム）で行われる。どのモードでも、イニングの表裏を終えた時点で先攻が後攻に対して10点以上リードしているか、後攻の攻撃中に先攻に対する後攻のリードが10点に達した場合、コールドゲームとなり、即座に試合終了となる。9回終了で同点の場合は延長戦に入り、決着がつくまでイニング無制限で行われ引き分けはない。
試合終了後には、架空のスポーツ新聞として「ナムコットスポーツ」が発行（表示）され、試合結果が告知される。結果とともに、プレイヤーの評価として「年俸」が表示されるほか、1人用モードで勝ち抜いた場合はパスワードも表示される。また、観客動員数も表示されるが、試合展開とは関係なく、常に一定（30000人）である。北米版は、AC版が「ATARI SPORTS NEWS」、NES版が「TENGEN SPORTS NEWS」となっている。

### その他
- 野手の送球を他の野手が捕球せず、ボールがそのまま飛んでいきフェンスに当たった場合、失策が記録される。
- 走者が進塁しようとした塁、あるいは帰塁しようとした塁上にすでに走者がいる場合、その進塁・帰塁しようとする走者はその塁の直前で停止してしまい、塁上に到達できなくなる。また、同じ塁にほぼ同時に前方の走者が帰塁し後方の走者が進塁した場合、あとに塁上に到達した走者がアウトになる[注 5]。
- 1Pモードでは通常は同一チーム同士での対戦はないが、特定のパスワードを入力した場合、自分が選択したチームと同一のチーム同士でコンピューターと対戦できる。
  - Nチームを選びパスワードを「1198」と入力すると同じNチームとの対戦となる。ここからリセットせずに最後の対Gチーム戦まで勝ち続け、ナムコットスポーツの優勝記事でスタートボタンを押してタイトル画面に戻りしばらく待つと、開発者クレジットを兼ねた隠しメッセージが表示される。
- 試合開始時のBGMは、コンバットマーチのイントロ部分をモチーフとしたメロディである。試合中のBGMは、「ダッシュKEIO」をモチーフとしたものであるが、塁上に走者がいる場合はBGMが変わる。
- 容量の都合上スイッチヒッターは採用しておらず、実際には両打の選手が当作品では全員左打になっている(初代～'89が該当。容量が2MBに拡充された'90からスイッチヒッターを導入)。

## 登場チーム

### チーム名
1作目は、選手名は基本的に日本野球機構（NPB）のチームに在籍する選手が実名で登場するものの、チーム名は実際のチーム名をもじった架空の名称に変更されており、容量の都合上、西武以外のパ・リーグ球団は複数のチームの選手の混成で構成される「連合チーム」とされている。ほかに、ナムコ作品のタイトルやキャラクター名にちなんだ名前の架空選手で構成されたチーム「ナムコスターズ」（Nチーム）も収録されている。これらを合わせて全部で10チームが登場する。
- Gチーム（ガイアンツ） - 読売ジャイアンツがモデル[3]。
- Lチーム（ライオネルズ） - 西武ライオンズがモデル。
- Rチーム（レールウェイズ） - 関西の鉄道連合チーム。関西に本拠地を置く鉄道会社系列のチームである近鉄バファローズ・南海ホークス・阪急ブレーブスの3チームがモデル。
- Cチーム（カーズ） - 広島東洋カープがモデル。
- Tチーム（タイタンズ） - 阪神タイガースがモデル。
- Fチーム（フーズフーズ） - 関東の食品連合チーム。関東に本拠地を置く食品会社系列のチームである日本ハムファイターズとロッテオリオンズの2チームがモデル。
- Wチーム（ホイールズ） - 横浜大洋ホエールズがモデル。
- Dチーム（ドラサンズ） - 中日ドラゴンズがモデル。
- Sチーム（スパローズ） - ヤクルトスワローズがモデル。
- Nチーム（ナムコスターズ）

これらのチームにより、架空のリーグ「JAPAN LEAGUE（ジャパンリーグ）」が構成されている。

### ナムコスターズのスタメンの守備位置
初期のファミスタには選手別の守備能力というものが設定されていなかったが、ナムコスターズについては説明書にスターティングメンバー（スタメン）の守備位置が記載されたり、ガイドブックには全球団分スタメンの守備位置が記載されることがあった。このうち、初代ファミスタのナムコスターズの守備位置は掲載媒体によって異なる場合がある（後述の一覧表も参照）。
例として、1番の「まつぴ」は説明書ではレフトとなっているが、1987年1月に双葉社から発行された攻略本『プロ野球ファミリースタジアム必勝攻略法』ではセンターとなっている。その後発売された一部攻略本で過去の作品のデータが収録された際にも後者のデータを採用している。
1998年にナムコが自社発行した『ナムコ公式ガイドブック ワールドスタジアム2』では、ナムコスターズの歴史をデータとともに振り返る特集記事「ナムコスターズを彩った選手たち」に説明書のデータを採用したが、2003年にナムコが開設した『ファミリースタジアム2003』公式サイト内の「ファミスタ・ナムコスターズ選手名鑑」では、双葉社などの攻略本のデータを採用している。
| 打順 | 選手           | 守備位置1（説明書） | 守備位置2（攻略本） |
| ---- | -------------- | ------------------- | ------------------- |
| 1    | まつぴ         | レフト              | センター            |
| 2    | ばろん         | セカンド            | レフト              |
| 3    | ふあいか       | サード              | ファースト          |
| 4    | ぱつく         | センター            | サード              |
| 5    | にやむこ       | キャッチャー        | キャッチャー        |
| 6    | ぎる           | ショート            | ショート            |
| 7    | いんで         | ファースト          | セカンド            |
| 8    | らりいX        | ライト              | ライト              |
| 9    | （ピッチャー） |                     |                     |

## 移植版
| No. | タイトル                                        | 発売日            | 対応機種   | 開発元                | 発売元                | メディア   | 型式 | 備考                  |
| --- | ----------------------------------------------- | ----------------- | ---------- | --------------------- | --------------------- | ---------- | ---- | --------------------- |
| 1   | VS.プロ野球ファミリースタジアム R.B.I. Baseball | 1986年12月 1987年 | アーケード | ナムコ アタリゲームズ | ナムコ アタリゲームズ | 業務用基板 | -    | 任天堂VS.システム対応 |

## スタッフ
一部除き、隠しメッセージのクレジットより参照。
- 開発チーム：PICCARI PRO
- プロデューサー：HIRO（永島洋武） - 「HEAD」としてクレジット。
- 企画・プログラム：KISSY（岸本好弘） - グラフィックも兼任。「GAMEDESIGN&PROGRAM」としてクレジット。
- グラフィック：
  - HIE - 「GRAPHIC」としてクレジット。
  - くんちゃん  - 企画・プログラムも兼任[7]。クレジットなし
  - 小野泰 - ピッカリ球場の絵を描いていた[8]。クレジットなし
- サウンド：中潟憲雄  - 同作品の楽曲は、JASRACにも『ファミリースタジアム』のタイトルで登録されている[9]。クレジットなし

## 評価
- ゲーム誌『ファミコン通信』の「クロスレビュー」では、9・8・9・9の合計35点（満40点）でプラチナ殿堂入りを獲得している[10]。

- ゲーム誌『ファミリーコンピュータMagazine』の読者投票による「ゲーム通信簿」での評価は以下の通りとなっており、25.37点（満30点）となっている[1]。また、同雑誌1991年5月10日号特別付録の「ファミコンロムカセット オールカタログ」では、「野球ゲームブームの火つけ役となった本格野球ゲーム」と本作を位置付けており、選手1人1人に能力が設定されている事やシンプルで奥が深い事、他のソフトと比較して安価でありコストパフォーマンスが高い事などを高く評価した上で「どれをとっても一級品」と絶賛した[1]。一方で「ピッチャーが少ないなど問題もあった」と指摘している[1]。その他、同付録の巻末に収録されている「ロムカセット部門別BEST5」では、お買い得度2位を獲得している[12]。

| 項目 | キャラクタ | 音楽 | 操作性 | 熱中度 | お買得度 | オリジナリティ | 総合  |
| 得点 | 4.12       | 3.82 | 4.26   | 4.55   | 4.54     | 4.08           | 25.37 |

- ゲーム誌『CONTINUE』では、「選手の特徴の極端な再現っぷりが気持ちいい」とキャラクター造形に関して肯定的に評価した他、「動く野球年鑑として機能した傑作」とデーターベースとしての側面を持っている事を高く評価した[11]。

## 続編
1986年の第1作以降、ファミコンでは1993年まで全9タイトルが発売された。4作目より、「ファミスタ」が正式名称となった。詳細は各タイトルの記事を参照。
- プロ野球ファミリースタジアム'87（プロ野球ファミリースタジアム87年度版!）
- プロ野球ファミリースタジアム'88（プロ野球ファミリースタジアム'88年度版）
- ファミスタ'89 開幕版!!
- ファミスタ'90
- ファミスタ'91
- ファミスタ'92
- ファミスタ'93
- ファミスタ'94